# Samy Szlingerbaum
Samy Szlingerbaum est un cinéaste belge né en 1950, d'origine polonaise juive et il est décédé du sida en 1986.

## Biographie
Samy Szlingerbaum a d'abord travaillé avec Chantal Akerman et Boris Lehman.
Puis, en 1980, il a réalisé la chronique en yiddish Bruxelles-transit avec Hélène Lapiower et Boris Lehman. Ce long-métrage raconte l'installation de ses parents à Bruxelles après la guerre et la Shoah. Ce films obtient en 1981 à Rotterdam le Prix de la presse et, la même année à Berlin, le Prix de l'OCIC. 
En 1982, il a réalisé Les Marches du palais, un documentaire de 26 minutes sur les destructions urbanistiques du centre de Bruxelles dans le contexte de l'aménagement du Mont des Arts et des travaux de la Jonction Nord-Midi.

## Filmographie
comme acteur
- Symphonie de Boris Lehman (1979)
- Babel / Lettre à mes amis restés en Belgique de Boris Lehman (1991)